# Bollenhagener Moorwald
Der Bollenhagener Moorwald ist mit 140 Hektar das größte zusammenhängende  Waldgebiet im Landkreis Wesermarsch in Niedersachsen. Das Gebiet hat die Stadt Wilhelmshaven im Jahr 2005 als Ausgleichsfläche für Gewerbeansiedlungen  gekauft.

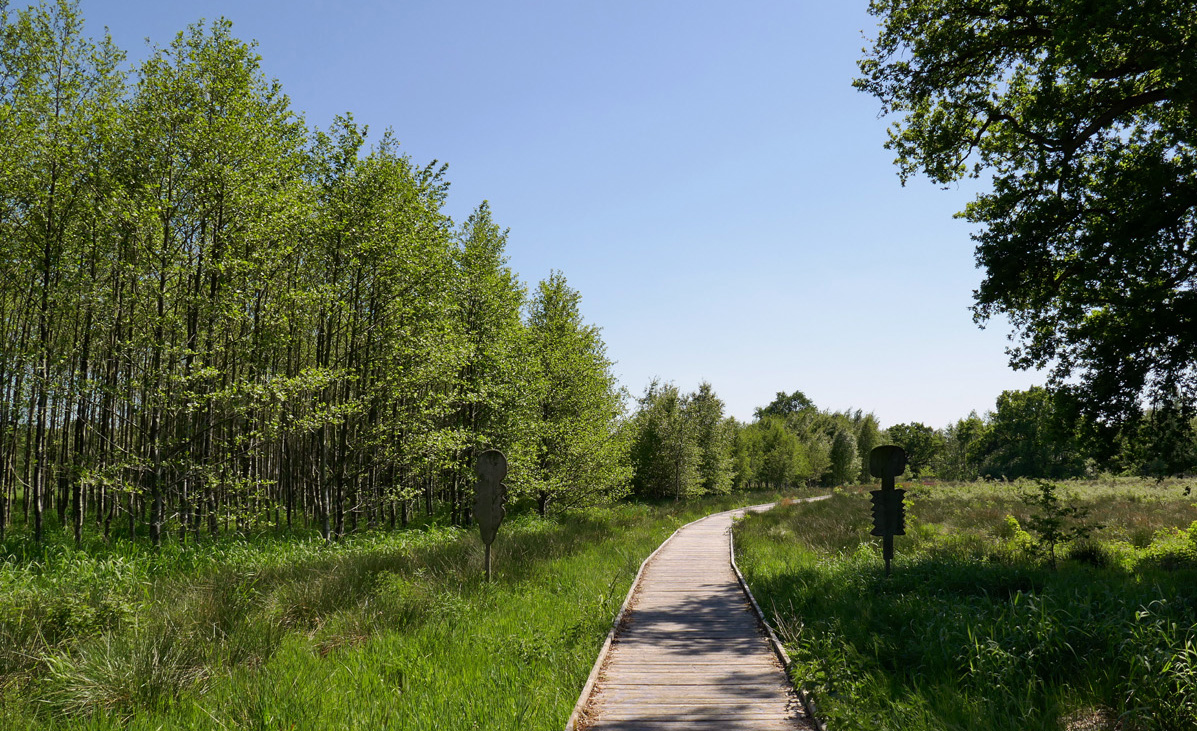
Bohlenweg (Mai 2018)

## Geografie
Der Bollenhagener Moorwald befindet sich in Jade-Südbollenhagen in einem ehemaligen Auengebiet der Jade. Der Untergrund besteht aus Kleiablagerungen der Nordsee. Hierauf hat sich das Moor entwickelt.
Seit 2008 entsteht hier rund um einen 150 Jahre alten Eichenmischwald ein ausgedehnter, standortgerechter Wald aus Eichen, Birken und Weidengebüschen.  Außerdem werden Binsensümpfe und extensiv genutzte Grünlandbereiche  entwickelt.

## Geschichte
Für Gewerbegebietsentwicklung auch im Hinblick auf den JadeWeserPort benötigte Wilhelmshaven Ausgleichsfläche. Auf Vermittlung der Flächenagentur des Landkreises Wesermarsch  mit der Stadt wurde 2003 eine Vereinbarung unterzeichnet, um die überregionale Zusammenarbeit näher zu regeln. In 2005 wurden 140 Hektar Brach- und Grünland erworben. Die Flächenagentur beauftragte die Bestandsaufnahme und gemeinsam mit der niedersächsischen Landesforst und den Umweltbehörden wurde ein Gesamtkonzept abgestimmt.

## Naherholung
Alle Akteure waren sich einig, dass das Gebiet auch der Naherholung zur Verfügung stehen soll. Bei Beginn der Aufforstung im Jahr 2008 durften die Kinder der örtlichen Schule und Kindergarten mithelfen und „ihren“ Baum pflanzen. Neben gut befestigten Forstwegen wurde ein 300 Meter langer Bohlenweg über eine Feuchtwiese und mit Schreddergut befestigte Wanderwege angelegt. Entlang der Wege sind Skulpturen regionaler Künstler zu sehen.
In einem ehemaligen Bauwagen, dem BollWerk,  befindet sich eine Ausstellung über die Besonderheiten der Landschaft und die Entstehung des Projekts. Von hier aus werden auch regelmäßig Führungen angeboten.
2014 wurde im Wäldchen beim Bollwerk ein Baumkronenturm errichtet. Auf insgesamt vier Ebenen erstreckt sich dieser bis in 14 Meter Höhe und bietet eine Rundumsicht über den Bollenhagener Moorwald.